# Монастерио-и-Агуэрос, Хесус де

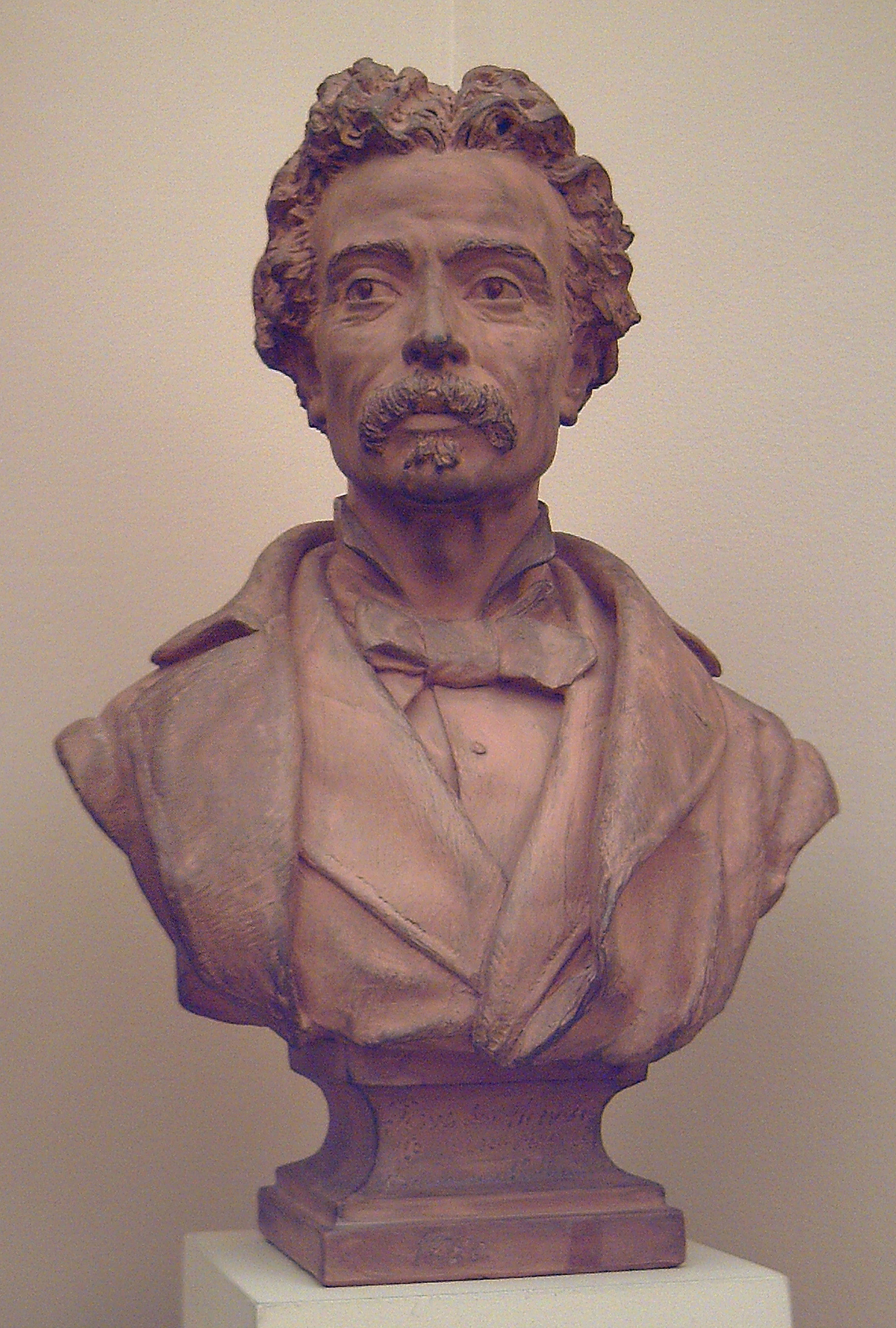
Бюст работы Венанси Вальмитханы-и-Барбаня (1880).

Хесу́с де Монасте́рио-и-Агуэ́рос (исп. Jesús de Monasterio y Agüeros; 1836, Потес, Кантабрия — 1903, Касар, Кантабрия) — испанский композитор, скрипач и музыкальный педагог.
Учился в Брюсселе у Шарля Огюста Берио. После ряда гастрольных поездок по Европе вернулся в Испанию, где в значительной степени посвятил себя преподавательской деятельности. Возглавлял Мадридскую консерваторию (1894—1897), был одним из академиков-учредителей отделения музыки в Королевской академии искусств Сан-Фернандо. Пропагандист камерной музыки, Монастерио в 1863 году был одним из основателей Мадридского квартетного общества (исп. Sociedad de Cuartetos de Madrid), а в 1887 году основал в Мадридской консерватории особую кафедру совершенствования скрипичного мастерства и камерного музицирования. В 1866 году стоял у истоков Оркестра Мадридского концертного общества — первого постоянно действующего симфонического оркестра Испании. Внёс большой вклад в популяризацию в Испании германской музыки, от Бетховена до Вагнера. К ученикам Монастерио так или иначе принадлежали Пабло Казальс, Энрике Фернандес Арбос и другие выдающиеся испанские музыканты.
Оригинальные произведения Монастерио созданы, главным образом, для скрипки. Выделяются Скрипичный концерт (1859, вторая редакция 1880), салонная пьеса «Прощание с Альгамброй» (исп. Adiós a la Alhambra; 1855), Фантастическое скерцо для оркестра (1865).